# جورجيو باريزي
جورجيو باريزي (بالإيطالية: Giorgio Parisi)‏ (و. 1948 – م) هو فيزيائي، وأستاذ جامعي من إيطاليا. ولد في روما.
وهو عضو في الأكاديمية الفرنسية للعلوم، والأكاديمية الوطنية للعلوم، حصل على جائزة نوبل في الفيزياء لأبحاثه لتفاعل الفوضى والتقلبات في الأنظمة الفيزيائية من المقاييس الذرية إلى المقاييس الكوكبية.

## التعليم
تعلم في جامعة روما سابينزا.

## جوائز
حصل على جوائز منها:
- جائزة لارس أونساغر (2016)
- ميدالية ماكس بلانك (2011)
- Three Physicists Prize [الإنجليزية]‏ (2011)
- جائزة داني هينمان للفيزياء الرياضية (2005)
- ميدالية ديريك (1999)
- ميدالية بولتزمان [الإنجليزية]‏ (1992)
- جائزة فلترينلي.
- جائزة نوبل في الفيزياء (2021)

## روابط خارجية
- جورجيو باريزي على موقع الموسوعة البريطانية (الإنجليزية)
- جورجيو باريزي على موقع مونزينجر (الألمانية)